# Hina Spani
Hina Spani, all’anagrafe Higinia Tuñón (Puán, 15 febbraio 1896 – Buenos Aires, 11 luglio 1969), è stata un soprano argentino.

## Biografia
Studiò a Buenos Aires con Amanda Campodonico e poi si trasferì a Milano per perfezionarsi con Vittorio Moratti. Debuttò nel 1915 alla Scala come Anna in Loreley e nel Teatro Colón ne L'africana di Meyerbeer. In Argentina, fino al 1939, interpretò più di 70 ruoli in varie opere, quali Debora e Jaele di Ildebrando Pizzetti, Maria Egiziaca di Ottorino Respighi, Castore e Polluce di Rameau, Giulio Cesare di Malipiero, incluse opere argentine come La leyenda del urutaú, La sangre de las guitarras e Raquela di Felipe Boero, e l'opera basca di Jesús Guridi Amaya.
Si esibì anche in Cile e in Spagna oltre che in Italia, dove cantò ne Il trovatore, in Madama Butterfly, nel Faust, nella Tosca, nel Macbeth, nel Tannhäuser, nell'Aida e in Giulietta e Romeo di Riccardo Zandonai. 
Si ritirò ne 1940, anche se tenne dei recital fino al 1946. Si dedicò allora all'insegnamento del canto e diresse la scuola di Arte scenica del Teatro Colón di Buenos Aires.

## Discografía
- Hina Spani - Recordings 1924-1931
- The Emi Record of Singing, vol. 3 - 1926-1939